# Phoebe Halliwell
Phoebe Halliwell is een personage uit de televisieserie Charmed, dat wordt gespeeld door Alyssa Milano.

## Personage
Phoebe is, na Prue en Piper, oorspronkelijk de jongste zuster van de Charmed Ones. Zij kan visioenen krijgen van wat de toekomst gaat brengen, meestal na aanraking van een object dat toebehoort aan de persoon over wie zij het visioen krijgt. Later kreeg ze er ook de kracht van levitatie bij. Phoebe is de typische jongste zus, met wie ze dikwijls een stroeve verhouding heeft met Prue Halliwell, de oudste zus. Na verloop van tijd komen ze wat beter overeen.
In het derde seizoen van de serie krijgt Phoebe een relatie met Cole Turner, die echter een duistere kant blijkt te hebben. Hij is namelijk een half-demon, die luistert naar de naam Belthazor, en daarmee een directe tegenstander van alles waar de Charmed Ones voor strijden. Doordat Cole echter zijn duistere kant afzweert en zijn krachten juist gebruikt om de zusters te beschermen, kan de relatie toch opbloeien.
Nadat de demonische kant van Cole per ongeluk vernietigd is, wordt hij tijdelijk een gewoon mens. In het vierde seizoen wordt hij echter de reïncarnatie van de Bron van alle kwaad. Phoebe, die daar niet van op de hoogte is, trouwt met Cole en raakt in verwachting. Omdat de baby afstamt van de Bron, zorgt hij ervoor dat Phoebe overloopt naar de duistere kant. Pas als de andere zusters Cole verslaan, wordt Phoebe weer haar oude zelf.
Door al deze ervaringen wijzer geworden, gaat Phoebe een column in het plaatselijke dagblad over relatieproblemen schrijven, waarmee ze veel succes boekt. In de 8ste seizoen heeft Phoebe eindelijk de echte liefde gevonden en dat is Coop. Maar Phoebe weet dat de liefde met Coop niet kan omdat de regels zijn.
In de laatste afleveringen bekent Phoebe tegen Coop dat ze verliefd is op hem. En Coop was ook verliefd op haar. Maar eventjes dreigt er dat Coop Phoebe zou verliezen aan de Ultieme Gevecht tegen Billie en Christy. Phoebe was dood. En met behulp van Coop zijn ring reisde Piper terug in de tijd en redde Phoebe en Paige. En in de seriesfinale verklapte toekomstige Wyatt per ongeluk dat Coop getrouwd is met Phoebe in de toekomst.En in de allerlaatste scène trouwt ze ook met Coop en ze kregen 3 kinderen, 3 meisjes en is enorm gelukkig in de toekomst.
In de stripreeks (seizoen 9 & 10) is Phoebe getrouwd met Coop en krijgt ze drie dochters: Prue, Parker en Peyton. Ze is een succesvolle schrijfster geworden.

## Krachten
- Premonition (visioenen): Phoebes eerste kracht is het verkrijgen van mysterieuze visioenen bij het aanraken van een object of persoon dat hieraan gerelateerd is. In de serie zien we de visioenen in grijstinten. Phoebe krimpt altijd ineen bij de schok die ze krijgt van een visioen. Het lijkt een beetje op de hik. Dat zegt ze ook altijd als ze een alibi nodig heeft als ze een visioen krijgt. Deze kunnen overigens over zowel het heden, verleden en toekomst gaan.
- Levitation (zweven): De kracht om te zweven. Ze gebruikt dit vermogen echter zeer zelden in de serie, door de hoge kosten van de speciale effecten. In één aflevering vóórdat ze deze kracht voor altijd krijgt, heeft ze door de hulp van een demon deze kracht van een andere demon gekregen, maar dat was maar voor een dag. In het begin van seizoen 3 krijgt ze die kracht voor altijd.
- Emphatic Power (empathie): Een magisch grote empathie voor de mensen in haar directe omgeving. Ze vangt hierdoor losse gedachtes en emoties op, die ze maar moeilijk onder controle kan houden. Deze kracht krijgt ze in het begin van seizoen 6. Via empathie kan ze soms ook de krachten van anderen gebruiken.

Phoebes krachten worden haar door toedoen van de duistere demon Barbas ontnomen (alleen haar actieve krachten) als hij tegen hen getuigt in het Magische Gerechtshof. Ze zou er te veel op vertrouwen, en ze krijgt haar krachten pas terug als ze die ook echt verdiend heeft. Phoebe blijkt er veel vrede mee te hebben en legt zich toe op spreuk schrijven, tot ze haar kracht op visioenen terugkrijgt. De andere twee heeft ze nooit teruggekregen.
Toen de zwangere Phoebe voor de duistere zijde van Cole koos en Koningin van de Onderwereld werd, had ze nog veel andere krachten, zoals vuurballen gooien. Deze kant van zichzelf heeft ze overwonnen met behulp van haar zusjes. Ook in haar vorige leven had ze pyrokinesis, het vermogen om vuur te beheersen, maar dit is haar ontnomen omdat ze er misbruik van maakte. Ook deze kracht kreeg ze tijdelijk terug toen ze zwanger was van Coles kind.